# جائزة أستراليا الكبرى 2005
جائزة أستراليا الكبرى 2005 (بالإنجليزية: 2005 Australian Grand Prix)‏ هو سباق فورمولا 1 أقيم بتاريخ 6 مارس 2005 في حلبة سباق الجائزة الكبرى في ملبورن، أستراليا. كان الأول من أصل 19 في بطولة العالم لسباقات الفورمولا واحد موسم 2005. حلّ الإيطالي جانكارلو فيزيكيلا أولا بينما جاء البرازيلي روبنز باركيلو في المركز الثاني وحصل على المركز الثالث الإسباني فرناندو ألونسو.